# М1937 (каска)

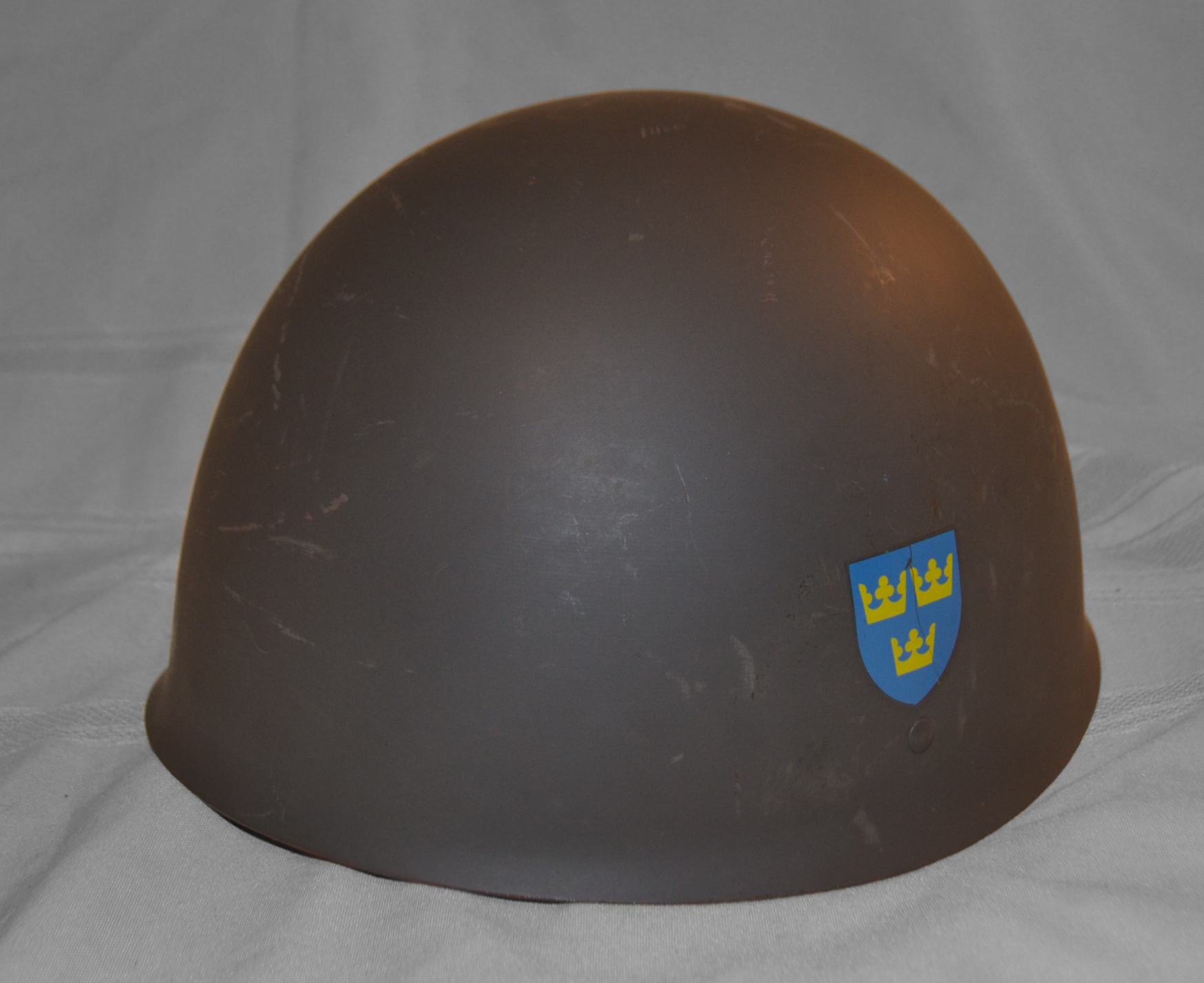
Шлем M37, хорошо видна декаль «Tre Kronor», наносившаяся на обе стороны шведских армейских шлемов с 1942, в том числе на старые M21 и M26.

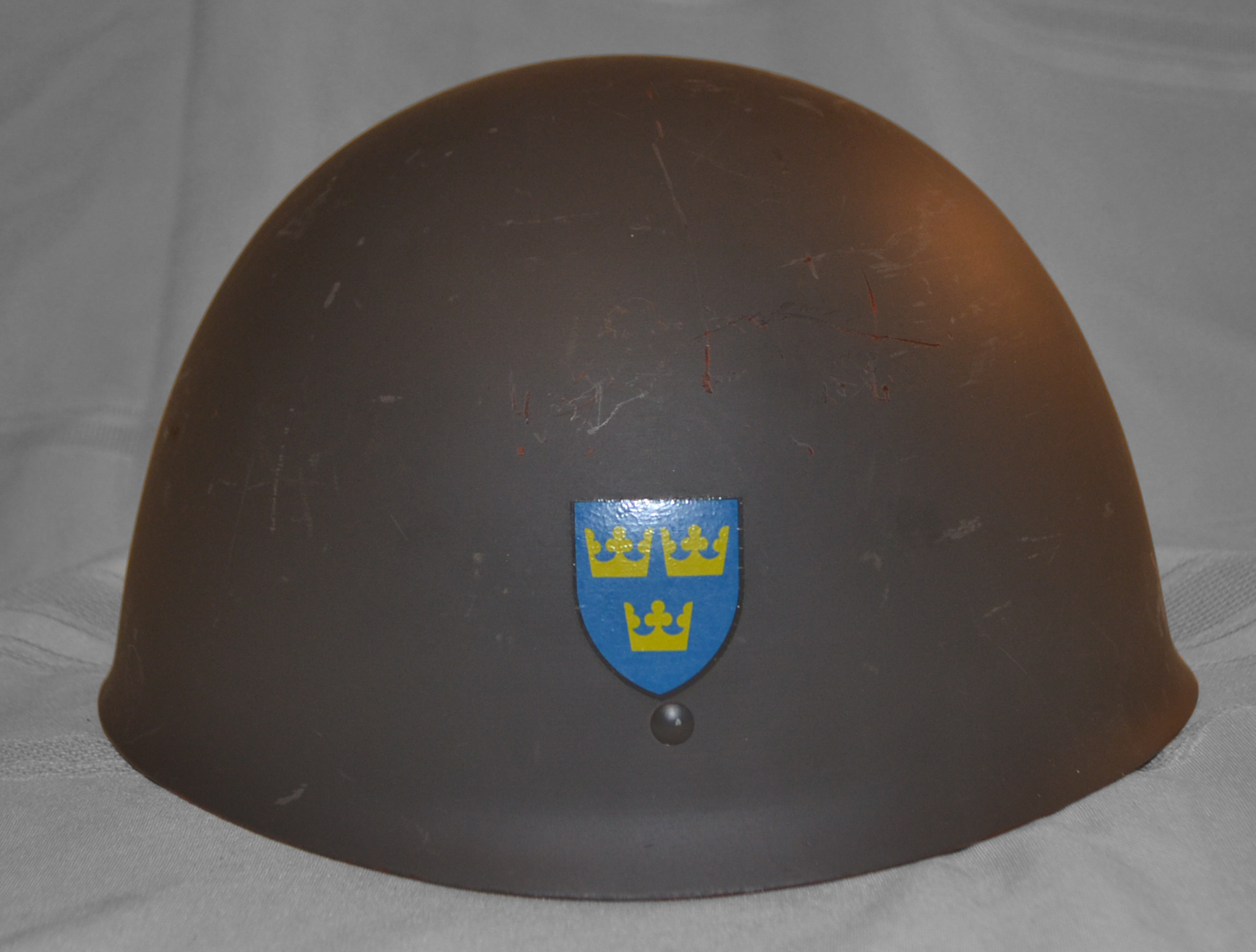
M37 сбоку

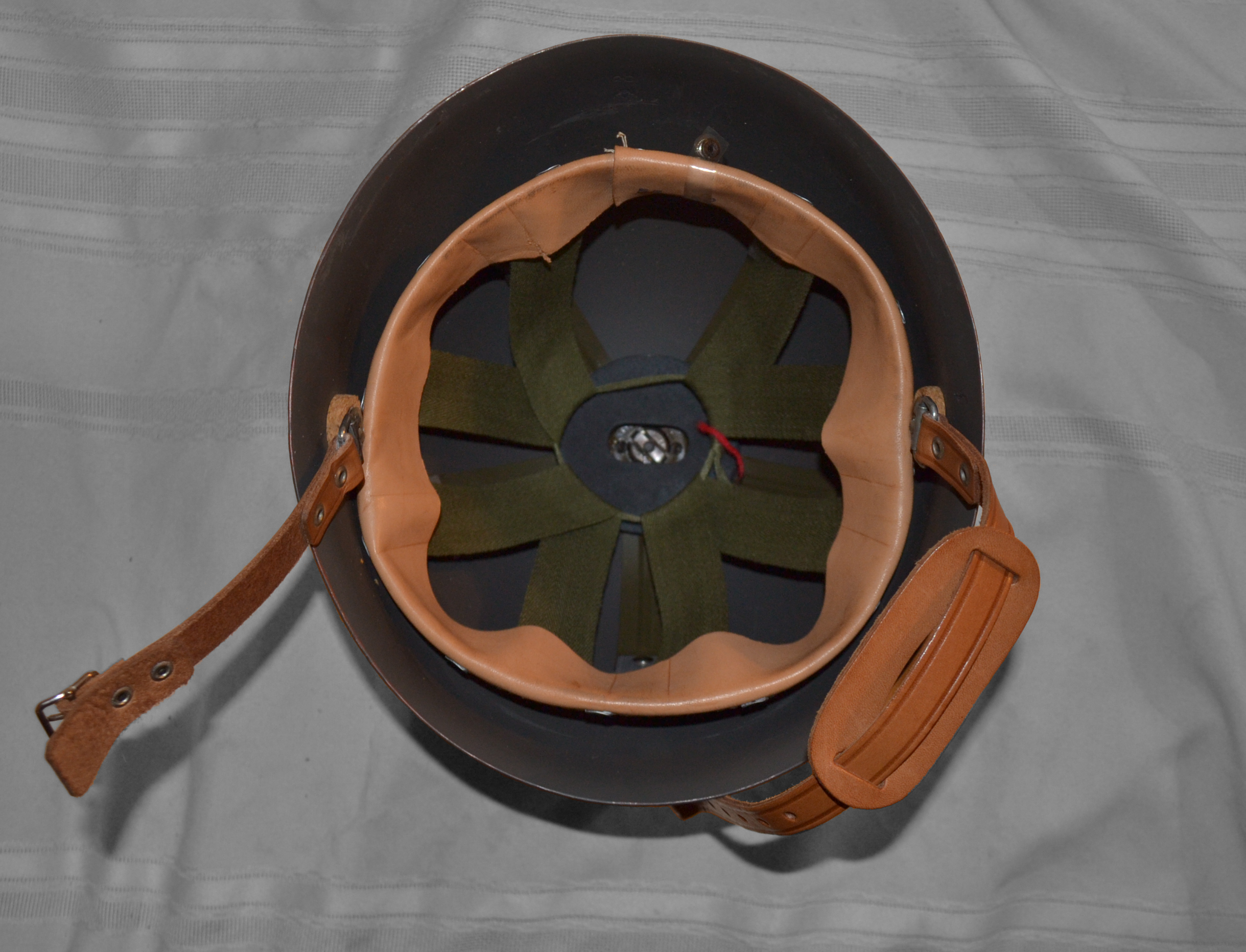
M37 с подшлемником варианта M37/65

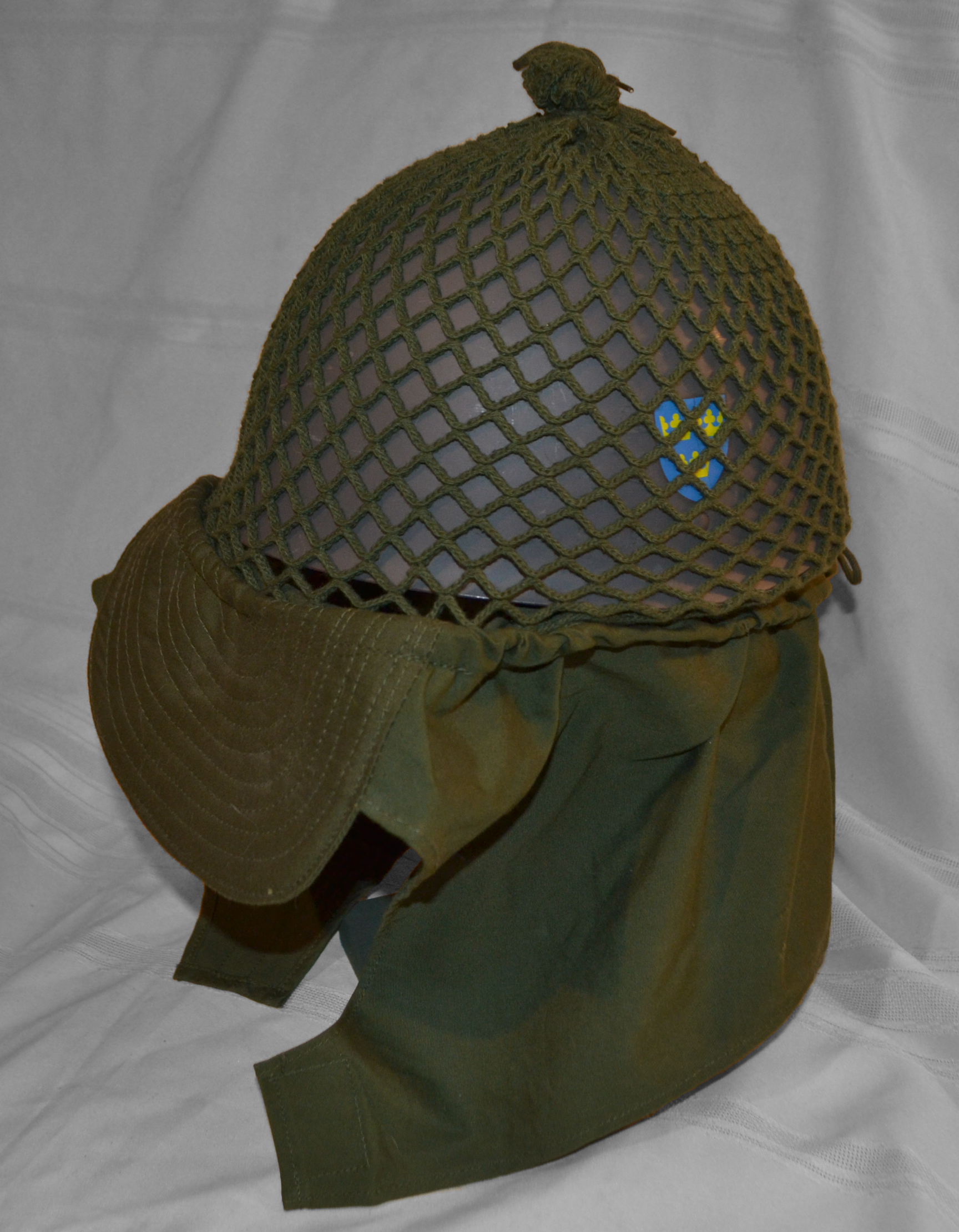
M37 с чехлом M1960

M37 (также известный как M1937) — шведский стальной шлем. Заменивший шлем M1926, M1937 подвергся модернизации в 1965 году и использовался до 1990-х годов до замены на кевларовый шлем M1990.

## История
Сложная военно-политическая обстановка в Европе 1930-х годов заставила шведское руководство задуматься о модернизации армии и подготовке к возможному началу масштабной войны, которая может задеть и Швецию. Одним из приоритетных вопросов стало принятие нового общевойскового шлема для замены касок М26. Новый шлем должен был обладать современной формой и быть простым в производстве. В 1937 был утверждён новый тип шлема — М37. За всё время применения, шлемы М37 дважды проходили модернизацию — в 1965 и в 1970. Окончательно они вышли из употребления в 1990-е, постепенно уступив место современному кевларовому шлему М1990. В настоящее время, пластиковые версии М37 применяются как церемониальные шлемы.

## Описание
Внешне шлем значительно отличается от своих предшественников — он имеет более полусферический вид и упрощённую форму. У M1937 был тот же подшлемник, что и у предыдущих моделей, с тремя вкладышами, прикреплёнными непосредственно к оболочке, как у M1926, а также с простым подбородочным ремнем с пряжкой. Швеция предоставила Финляндии эти шлемы в качестве помощи во время конфликта с Советским Союзом. Финляндия производила копию M37, известную как M40, на заводах Wartsila Oy и Kone-ja Silta. Основное отличие шлемов финского производства от оригинала заключалось в том, что оболочка была сделана из более тяжёлых материалов и окрашена в зелёный цвет, а не в серый шведский. В 1965 году большинство шлемов получили новый подшлемник, который крепился к верхней части оболочки только одной заклёпкой, состоящей из брезентовой ленты и листового металла, прикреплённых к кожаному поясу. Модель с модернизированным подшлемником германского типа широко известна как M37/65. Примерно в то же время финские M40 также получили улучшенный подшлемник, почти идентичный M37/65. Обычно со шлемом использовалась однотонная камуфляжная сетка темно-зелёного цвета под обозначением M1960. Чехол имеет простую конструкцию со шнурком, в которой ремни для подбородка проходят через чехол, чтобы удерживать её на месте, и шнурок в верхней части чехла, чтобы подогнать её под оболочку. Дополнительным компонентом чехла являются откидные клапаны, закрывающие дополнительные области головы, а также козырёк от солнца. В 1970 шлемы М37 прошли последнюю модернизацию, заключавшуюся так же, как и в случае с М37/65 в смене подшлемника, на этот раз, использовался подшлемник по образу более старой каски, М1926.

## Пользователи
- Швеция: до замены кевларовым М1990.
- Финляндия: поставлялся во время советско-финской войны, затем выпускался на месте под обозначением М40.